# Урваші Раутела
Урваші Раутела (25 лютого 1994) — індійська акторка і модель, яка переважно знімається в фільмах на хінді. Вона здобула популярність після виграшу титулу Міс Діва-Міс Всесвіт Індія 2015 та представляє Індію на Міс Всесвіт 2015. Почала модельну кар'єру у віці 15 років, а також раніше вигравала титул Miss Teen India 2009.
Раутела дебютувала як акторка в 2013 році Singh Saab the Great (2013) і відтоді з'явилася в деяких відомих фільмах, таких як Sanam Re (2016), Great Grand Masti (2016), Hate Story 4 (2018) і Pagalpanti (2019).
Вона дебютувала в індустрії Kannada film фільмом "Mr. Airavata" у 2014 році. Її дебют у тамільському кіно відбувся у 2022 році The Legend.

## Молодість і освіта
Раутела народилася 25 лютого 1994 року в Харідвар Мірі Раутелі та Манвару Сінгху Раутелі, у родині Гархвалі Раджпут. Її рідне місто Котдвар.
Отримала освіту в школі монастиря Св. Йосипа в Котдварі. Вона є випускницею Коледж Гаргі, Делі.

## Фільмографія

### Фільми
| Фільми, які ще не вийшли | Позначає фільми, які ще не вийшли |

| рік          | Назва                | роль                    | Мова        | Примітки                                             | Список літератури |
| ------------ | -------------------- | ----------------------- | ----------- | ---------------------------------------------------- | ----------------- |
| 2013         | Singh Saab the Great | Minnie                  | Хінді       |                                                      |                   |
| 2015         | Mr. Airavata         | Priya                   | каннада     | Дебют каннади                                        |                   |
| 2015         | Bhaag Johnny         | себе                    | Хінді       | Особлива поява в пісні "Daddy Mummy".                |                   |
| 2016         | Sanam Re             | Akanksha / Місіс. Pablo | Хінді       |                                                      |                   |
| 2016         | Great Grand Masti    | Ragini                  | Хінді       |                                                      |                   |
| 2017         | Kaabil               | себе                    | Хінді       | Особлива поява в пісні "Haseeno Ka Deewana"          |                   |
| 2017         | Porobashinee         | себе                    | Бенгальська | Особлива поява в пісні "Challobay"; Bangladeshi film |                   |
| 2018         | Hate Story 4         | Tasha                   | Хінді       |                                                      | [ 10 ]            |
| 2019         | Pagalpanti           | Kavya                   | Хінді       |                                                      | [ 11 ]            |
| 2020         | Virgin Bhanupriya    | Bhanupriya Awasthi      | Хінді       |                                                      | [ 12 ]            |
| 2022         | The Legend           | Madhumitha              | тамільська  | Таміл дебют                                          | [ 13 ]            |
| 2023         | Waltair Veerayya     | себе                    | Телугу      | Дебют на телугу; Особлива поява в пісні "Boss Party" | [ 14 ]            |
| 2023         | Agent                | себе                    | Телугу      | Особлива поява в пісні "Wild Saala"                  | [ 15 ]            |
| 2023         | Bro                  | Sithra Manjari          | Телугу      | Особлива поява в пісні "My Dear Markendeya".         | [ 16 ]            |
| 2023         | Skanda               | себе                    | Телугу      | Особлива поява в пісні "Cult Mama"                   | [ 17 ]            |
| В очікуванні | Dil Hai Gray         | В очікуванні            | Хінді       | Виконано                                             | [ 18 ]            |
| В очікуванні | Black Rose           | В очікуванні            | Телугу      | Запізнюється                                         | [ 19 ]            |

### Музичні кліпи
| рік  | Назва                     | співак(и)                                           | Список літератури |
| ---- | ------------------------- | --------------------------------------------------- | ----------------- |
| 2014 | Love Dose                 | Yo Yo Honey Singh                                   | [ 20 ]            |
| 2016 | Laal Dupatta              | Міка Сінгх і Анупама Рааг                           | [ 21 ]            |
| 2016 | Gal Ban Gayi              | Yo Yo Honey Singh, Зустрічайте Брати і Неха Каккар. | [ 22 ]            |
| 2019 | Bijli Ki Taar             | Тоні Каккар                                         | [ 23 ]            |
| 2020 | Ek Diamond Da Haar        | Зустрічайте Брати                                   | [ 24 ]            |
| 2020 | Woh Chaand Kaha Se Laogi  | Вішал Мішра                                         | [ 25 ]            |
| 2021 | Teri Load Ve              | Сінгга                                              | [ 26 ]            |
| 2021 | Ek Ladki Bheegi Bhaagi Si | Аджай Кесвані                                       | [ 27 ]            |
| 2021 | Doob Gaye                 | Гуру Рандхава                                       | [ 28 ]            |
| 2021 | Versace Baby              | Мохамед Рамадан                                     | [ 29 ]            |
| 2023 | Hum Toh Deewane           | Ясер Десай                                          | [ 30 ]            |
| TBA  | Без назви                 | Джейсон Деруло                                      | Зйомки            |

### телебачення
| рік       | Назва                      | роль                         | Список літератури |
| --------- | -------------------------- | ---------------------------- | ----------------- |
| 2016      | Sex Chat with Pappu & Papa | Камео в епізоді 3            |                   |
| 2018–2019 | The Dance Project          | Танцюристка в епізодах 2 і 7 | [ 32 ]            |
| 2023      | Inspector Avinash          | Пунам Мішра                  | [ 13 ]            |

## Нагороди та номінації
| рік  | Нагорода                                    | плівка               | Категорія                        | Результат | Список літератури |
| ---- | ------------------------------------------- | -------------------- | -------------------------------- | --------- | ----------------- |
| 2013 | Screen Awards                               | Singh Saab The Great | Кращий жіночий дебют             | Номінація | [ 33 ]            |
| 2016 | 5th South Indian International Movie Awards | Mr. Airavata         | Найкраща акторка-дебют (каннада) | Номінація |                   |

## Зовнішні посилання
- Урваші Раутела на сайті IMDb (англ.)